# Radwanderweg Lumda-Wieseck

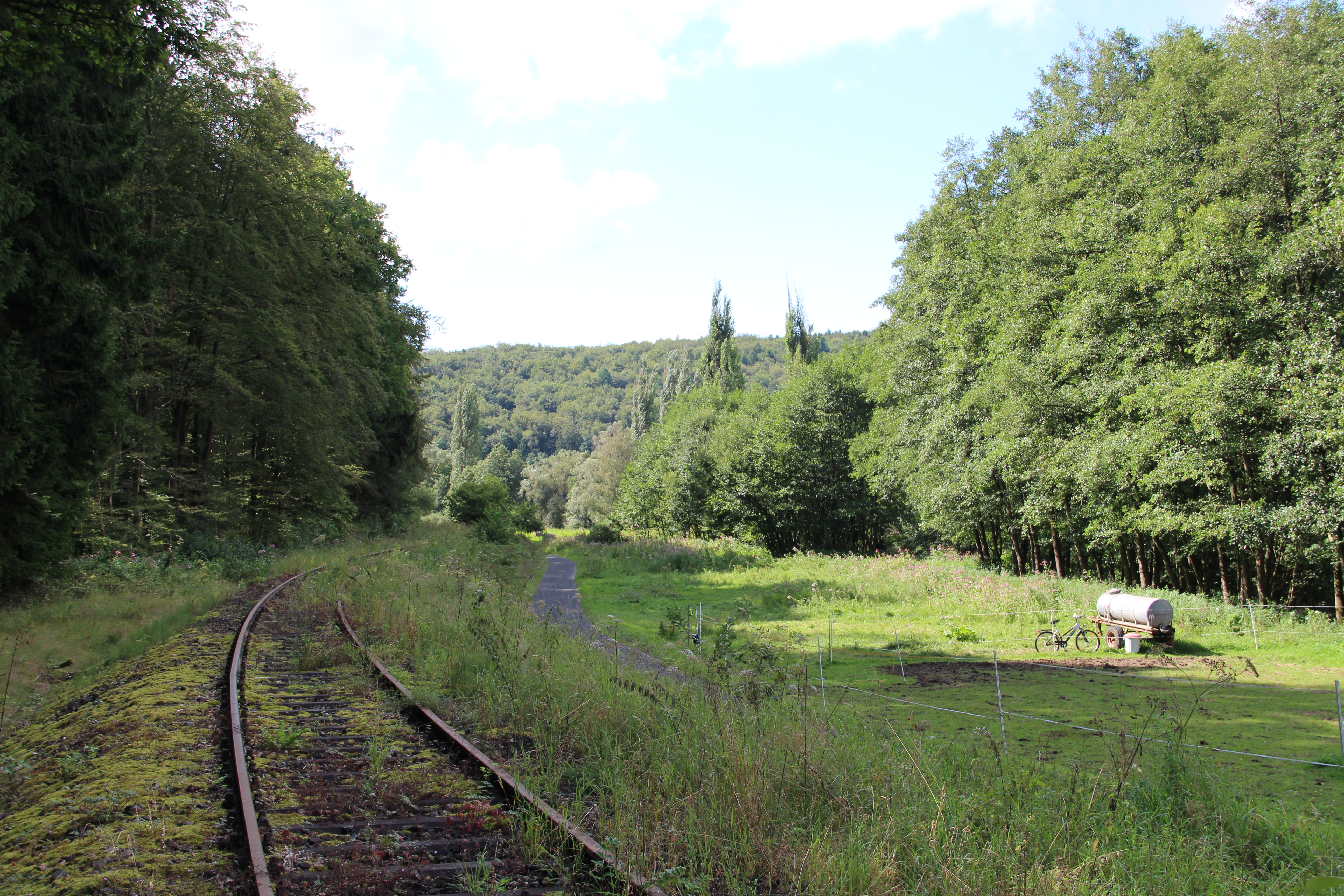
Der Radweg zwischen Daubringen (Blickrichtung) und Treis an der Lumda; links die ehemalige Lumdatalbahn, rechts bei den Bäumen die Lumda

Der Radwanderweg Lumda-Wieseck ist ein 45 Kilometer langer Rundweg. Der Rad- und Wanderweg führt entlang der Flüsse Lumda und Wieseck im Landkreis Gießen (Hessen). An der Strecke finden sich zahlreiche Natur- und Kulturdenkmäler, die auf Infotafeln beschrieben sind. Außerdem sind im Rahmen des Projekts Kunst am Rad- und Wanderweg Skulpturen entlang des Weges aufgestellt.

## Auswahl von Standorten der Infotafeln
- Der Kirchberg – Zentrum des Glaubens
- Die Burg Staufenberg – Mittelstand im Mittelalter
- Die Oberburg – Was Steine erzählen (Oberburg der Burg Staufenberg)
- Der Bahnhof Mainzlar – Kostengünstiges Modell
- Der Totenberg – Fränkischer Rasthof mit schöner Aussicht
- Die ehemalige Wasserburg Treis – Feucht aber sicher
- Die Burg Nordeck – Landgräflicher Vorposten im Lundatal
- Die Lumdatalbahn – von der Streckenverbindung zum Netz
- Lumda-Renaturierung – Ein Bach ist mehr als Wasser
- Die Kirche Geilshausen – Aus der Not geboren
- Die Grünberger Warte – Steinernes Geleit
- Der Antoniter Bildstock – Als der Glaube noch Bilder hatte
- Die evangelische Kirche – Rückkehr zur Schlichtheit (Ev. Kirche Reiskirchen)